# Божидарнік Віктор Володимирович
Віктор Володимирович Божидарнік  (нар. 22 квітня 1945, Голоби, Ковельський район, Волинська область — 26 квітня 2015, Луцьк, Україна) — український науковець, доктор технічних наук, професор, перший ректор Луцького національного технічного університету.

## Життєпис
1970 — закінчив Львівський університет за спеціальністю «Механіка».
1974 — захистив дисертацію на присудження наукового ступеня кандидата фізико-математичних наук.
1977 — очолив Луцький філіал Львівського політехнічного інституту.

## Наукова діяльність
У Луцьку розпочалася науково-педагогічна діяльність. Майбутній ректор працював на посадах: старший лаборант НДС ЛДУ ім. Франка, асистент, старший викладач, декан, виконувач обов'язків директора загальнотехнічного факультету Луцького філіалу Львівського політехнічного інституту, директором Луцького філіалу Львівського політехнічного інституту, ректором Луцького політехнічного інституту, ректором Луцького державного технічного університету , ректором національного університету. Віктор Володимирович очолював виш із 1977 року, що є рекордом для України.

## За значний внесок в організацію та розвиток науки нагороджений
Заслужений працівник народної освіти України, дійсний член Академії інженерних наук, академік Академії економічної кібернетики, член-кореспондент Академії менеджменту та підприємництва, академік Академії наук вищої школи України. За значний внесок в організацію та розвиток науки нагороджений орденом «За заслуги» III, II ступенів, присвоєно звання «Заслужений працівник народної освіти України».

## Праці
Божидарнік В. В. Застосування інтегральних рівнянь для розрахунку багатозв'язних анізотропних пластин при дії зосереджених сил / В. В. Божидарнік, С. В. Ротко, В. В. Шваб'юк, Р. В. Пасічник // Сучасні технології та методи розрахунків у будівництві. — 2014. — Вип. 1. — С. 28-33.